# George Reisman
George Reisman (Ph.D.) é professor emérito de economia na Universidade Pepperdine. Foi aluno de Ludwig von Mises na Universidade de Nova Iorque. É autor do livro Capitalism: A Treatise on Economics (1996).
Reisman define o capitalismo como “um sistema social baseado na propriedade privada dos meios de produção. É caracterizado pela busca do interesse próprio em termos materiais — em um ambiente livre da iniciação de força física —, e seus alicerces são culturalmente influenciados pela razão. Baseado em suas fundamentações e em sua natureza essencial, o capitalismo é mais detalhadamente caracterizado pela poupança e pela acumulação de capital, pelas trocas voluntárias intermediadas pelo dinheiro, pelo interesse próprio financeiro e pela busca do lucro, pela livre concorrência e pela desigualdade econômica, pelo sistema de preços, pelo progresso econômico, e por uma harmonia da busca pelo interesse próprio material de todos os indivíduos que dele participam”.
Reisman também foi aluno da filósofa Ayn Rand, considerando a si mesmo um objetivista, apesar de não estar mais afiliado ao Instituto Ayn Rand.